# Великие Комяты
Вели́кие Комя́ты (укр. Великі Ком'яти) — село в Виноградовской городской общине Береговского района Закарпатской области Украины.

## История
В июле 1995 года Кабинет министров Украины утвердил решение о приватизации находившегося здесь совхоза.
Население по переписи 2001 года составляло 6772 человека.
В селе действует православная церковь.

## Известные жители и уроженцы
- Василий Попович (1796—1864) — епископ мукачевский, деятель русинского культурного возрождения.
- Фогораший, Иван Фёдорович (1786–1834) – этнограф, языковед, просветитель.